# П'єр-Емерік Обамеянг
П'єр-Емері́к Емільяно́ Франсуа́ Обамея́нг (фр. Pierre-Emerick Emiliano François Aubameyang; нар. 18 червня 1989, Лаваль, Франція) — габонський футболіст, центральний нападник збірної Габону.

## Клубна кар'єра

### «Мілан»
У січні 2007 року Обамеянг приєднався до молодіжної команди «Мілана». У серпні він став частиною команди, яка фінішувала четвертою в молодіжному Кубку чемпіонів, що проходив в Малайзії. На цьому турнірі Обамеянг забив сім голів у шести матчах і став найкращим бомбардиром змагання. Завдяки цьому турніру він привернув уваги скаутів інших клубів.
На сезон 2008—2009 Обамеянг був відданий в оренду в французький «Діжон». За сезон він провів 39 матчів у всіх турнірах і забив 10 голів, 8 в Лізі 1 і 2 в кубку. Але після повернення в Італію не отримав шансу потрапити до основної команди.
24 червня 2009 року перейшов на правах оренди в «Лілль». Перший гол забив 13 грудня 2009 року в матчі проти «Монако». За сезон він провів лише 14 матчів і забив 2 голи.
У 2010 році перейшов на правах оренди в «Монако». Перший гол забив 21 серпня 2010 року в матчі проти «Ланса». Через пів року був відданий в оренду «Сент-Етьєну» до кінця сезону. У липні 2011 року оренда була продовжена до 2012 року.

### «Сент-Етьєн»

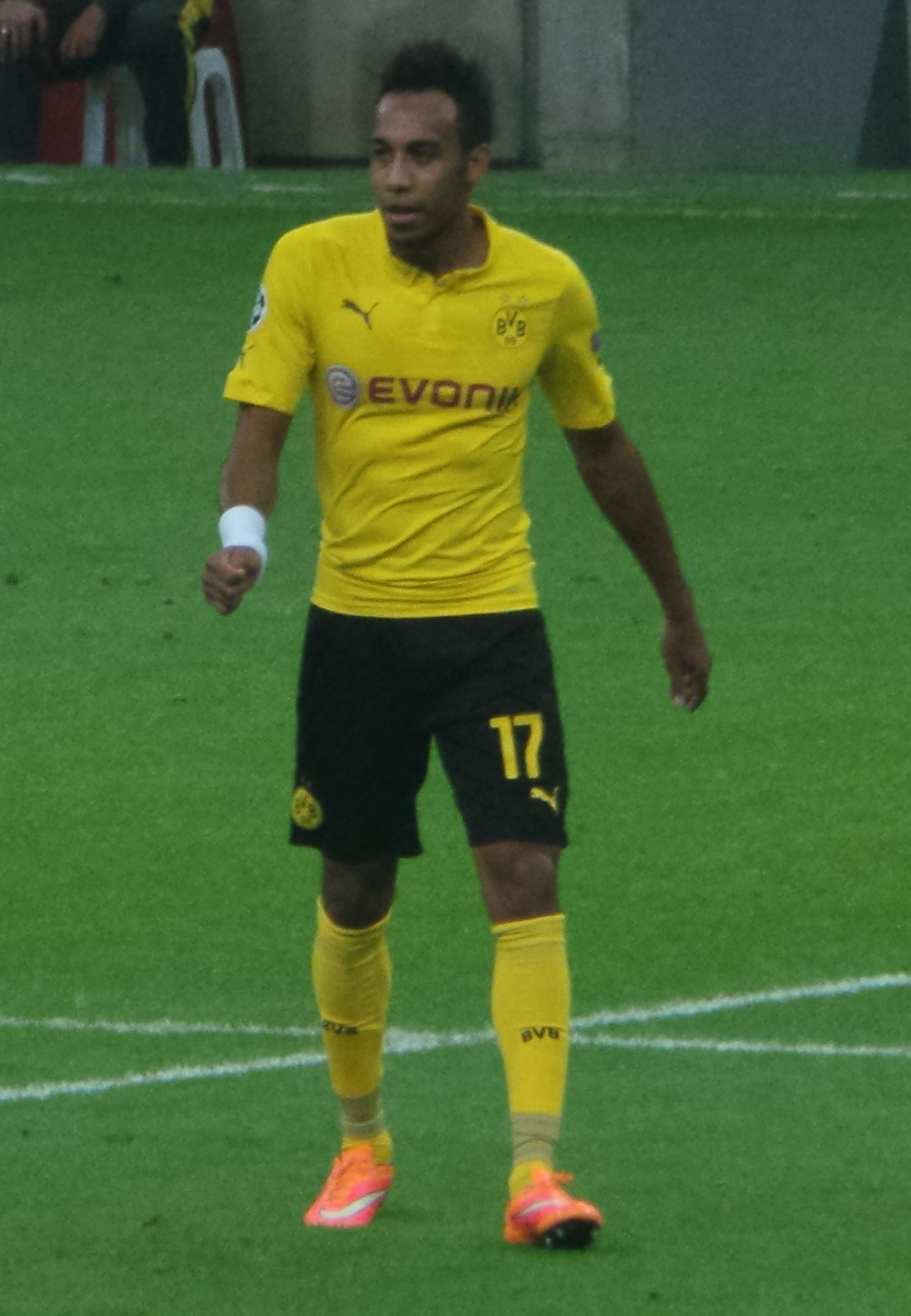
Обамеянг під час виступів за «Боруссію». 22 жовтня 2014 року.

22 грудня 2011 року Обамеянг підписав контракт з «Сент-Етьєном». Він швидко став гравцем стартового складу і взяв собі номер 7. Перший гол забив 13 лютого 2012 року в матчі проти «Тулузи». Перший хет-трик оформив 22 лютого 2012 року в матчі проти «Лор'яна».
20 квітня 2013 року Обамеянг виграв свій перший серйозний трофей у кар'єрі. «Сент-Етьєн» обіграв у фінальному матчі Кубку ліги «Ренн» з рахунком 1:0.
У сезоні 2012/13 Обамеянг зайняв друге місце в списку бомбардирів Ліги 1, поступившись тільки Златану Ібрагімовичу. У 37 матчах він забив 19 голів. Гарний виступ в сезоні дозволив йому завоювати нагороду найкращого африканського гравця сезону.

### «Боруссія» (Дортмунд)
4 липня 2013 року дортмундська «Боруссія» офіційно оголосила про купівлю Обамеянга. 27 липня в матчі за Суперкубок Німеччини проти «Баварії» Обамеянг вийшов на заміну на 72-й хвилині замість Якуба Блащиковського, а вже на 86-й хвилині відзначився гольовою передачею на Марко Ройса, який зробив тим самим остаточним рахунок 4:2. У дебютному матчі в чемпіонаті Німеччини Обамеянг оформив хет-трик проти «Аугсбурга».
У сезоні 2015/16 Обамеянг встановив рекорд Бундесліги, забивши у всіх восьми стартових турах. Сезон 2015/16 видався для Обамеянга найрезультативнішим у кар'єрі, зігравши 48 матчів у всіх турнірах за «Боруссію» він забив 39 м'ячів: 25 в чемпіонаті Німеччини, 11 в єврокубках і 3 в кубку Німеччини. Всього за перші три сезони в «Боруссії» він забив 80 м'ячів у 143 матчах.
27 серпня 2016 року габонець відкрив рахунок своїм голам у новому сезоні вже в матчі 1-го туру чемпіонату Німеччини проти «Майнца», двічі вразивши ворота суперника (2:1). Відразу ставши основним гравцем нападу дортмундської команди поступово покращував результативність, а в сезоні 2016/17 вже став найкращим бомбардиром Бундесліги, забивши у 32 іграх турніру 31 гол. Загалом за п'ять сезонів в  «Боруссії» провів за команду 213 матчів у всіх турнірах, в яких забив 141 м'яч.

### «Арсенал» (Лондон)
31 січня 2018 року лондонський «Арсенал» анонсував перехід Обамеянга із «Боруссії» за майже 65 мільйонів євро. 
3 лютого дебютував за «канонірів» у матчі проти «Евертона» 5:1 і відразу ж відзначився забитим м'ячем. У підсумку в 13 матчах чемпіонату він відзначився десятьма влучними ударами та чотирма голевими передачами. У наступному сезоні його результативність тільки зросла. У підсумку він розділив лаври кращого бомбардира АПЛ із Садіо Мане, Мохамедом Салахом, забивши 22 голи в турнірі. 
15 вересня 2020 року підписав новий контракт із «Арсеналом» до 2023 року, але за рік до завершення терміну угоди залишив склад «канонірів». Загалом провів за команду 163 гри, в яких забив 92 голи.

### «Барселона»
31 січня 2022 року Обамеянг став повноцінним  гравцем «Барселони», перейшовши до іспанського гранда на правах вільного агента. Дебютував за каталонців 6 лютого у грі проти «Атлетіко» 4:2, замінивши на 61-й хвилині Адама Траоре. 20 лютого оформив дебютний гол та хет-трик за «Барселону» у виїзній грі проти «Валенсії» 4:1. Провів за каталонський гранд 17 матчів і відзначився 11 забитими м'ячами.

### «Челсі» (Лондон)
Літом 2022 року стало відомо, що Обамеянга хоче бачити у своєму складі «Челсі». Головний тренер лондонців Томас  Тухель настоював на придбанні форварда, з яким працював ще в дортмундській «Боруссії». Англійський клуб запропонував «Барселоні» 19 мільйонів євро плюс 5 мільйонів бонусом. У серпні 2022 року габонський форвард офіційно став гравцем «Челсі».

### «Олімпік» (Марсель)
30 листопада 2023 року в матчі групового етапу Ліга Європи проти «Аякса» оформив свій дебютний хет-трик за «Марсель». Цей хет-трик став третім для футболіста в Лізі Європи і він став лише другим гравцем (після Радамеля Фалькао), якому вдалося це досягнення. 22 лютого 2024 року в 1/16 фіналу Ліги Європи забив м'яч у ворота донецького «Шахтаря» (3:1), який вивів його на перше місце в історії серед бомбардирів турніру. Після завершення єврокубкового сезону 2023/24  на його рахунку 34 влучних удари в рамках Ліги Європи.

## Кар'єра в збірній
Після хорошого сезону в «Діжоні» дебютував за Молодіжну збірну Франції до 21 року у товариському матчі проти однолітків з Тунісу.
25 березня 2009 року Обамеянг дебютував за збірну Габону. Перший гол забив у матчі проти Марокко, гра закінчилася з рахунком 3:2. Потім він забив голи в товариських матчах проти збірних Беніну, Того, Алжиру і Сенегалу.

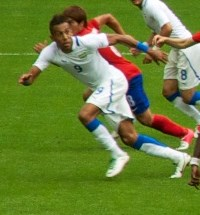
Обамеянг на Олімпійських іграх 2012 року

Обамеянг був ключовим гравцем збірної, яка досягла чвертьфіналу Кубка африканських націй 2012 року. У загальній складності на турнірі він забив чотири голи й став одним з найкращих бомбардирів.
У липні 2012 року Обамеянг представляв збірну Габону на літніх Олімпійських іграх 2012 року в Лондоні. Єдиний гол він забив у матчі проти збірної Швейцарії.
15 червня 2013 року оформив свій перший хет-трик за збірну в відбіркових матчах до ЧС-2014 року проти збірної Нігерії. Але на чемпіонат світу збірна Габону не потрапила.
У кваліфікації Кубка африканських націй 2015 року оформив дубль в матчі проти збірної Буркіна-Фасо. На фінальній частині турніру він був капітаном збірної. Згодом в аналогічному статусі виводив на поле габонську команду на ігри Кубка африканських націй 2015 в Екваторіальній Гвінеї та домашнього для них Кубка африканських націй 2017 року.
18 травня 2022 року Патрік-Емерік Обамеянг офіційно оголосив про завершення міжнародної кар'єри після 72 матчі і 30 забитих голів.

## Статистика виступів
Станом на 26 травня 2024 року

### Статистика клубних виступів
| Сезон                  | Команда                | Чемпіонат              | Чемпіонат | Чемпіонат | Національний кубок | Національний кубок | Національний кубок | Континентальні кубки | Континентальні кубки | Континентальні кубки | Інші змагання | Інші змагання | Інші змагання | Усього | Усього |
| Сезон                  | Команда                | Ліга                   | Ігор      | Голів     | Ліга               | Ігор               | Голів              | Ліга                 | Ігор                 | Голів                | Ліга          | Ігор          | Голів         | Ігор   | Голів  |
| ---------------------- | ---------------------- | ---------------------- | --------- | --------- | ------------------ | ------------------ | ------------------ | -------------------- | -------------------- | -------------------- | ------------- | ------------- | ------------- | ------ | ------ |
| 2008–09                | «Діжон»                | Л2                     | 34        | 8         | КФ+КФЛ             | 4+1                | 2+0                | -                    | -                    | -                    | -             | -             | -             | 39     | 10     |
| 2009–10                | «Лілль»                | Л1                     | 14        | 2         | CF+КФЛ             | 0+1                | 0+0                | ЛЄ                   | 9                    | 0                    | -             | -             | -             | 24     | 2      |
| 2010-січ. 2011         | «Монако»               | Л1                     | 19        | 2         | КФ+КФЛ             | 1+3                | 0+0                | -                    | -                    | -                    | -             | -             | -             | 23     | 2      |
| січ.-черв. 2011        | «Сент-Етьєн»           | Л1                     | 14        | 2         | КФ+КФЛ             | -                  | -                  | -                    | -                    | -                    | -             | -             | -             | 14     | 2      |
| 2011–12                | «Сент-Етьєн»           | Л1                     | 36        | 16        | КФ+КФЛ             | 0+2                | 0+2                | -                    | -                    | -                    | -             | -             | -             | 38     | 18     |
| 2012–13                | «Сент-Етьєн»           | Л1                     | 37        | 19        | КФ+КФЛ             | 4+4                | 2+0                | -                    | -                    | -                    | -             | -             | -             | 45     | 21     |
| Усього за «Сент-Етьєн» | Усього за «Сент-Етьєн» | Усього за «Сент-Етьєн» | 87        | 37        |                    | 10                 | 4                  |                      | -                    | -                    |               | -             | -             | 97     | 41     |
| 2013–14                | «Боруссія» Д           | БЛ                     | 32        | 13        | КН                 | 6                  | 2                  | ЛЧ                   | 9                    | 1                    | СКН           | 1             | 0             | 48     | 16     |
| 2014–15                | «Боруссія» Д           | БЛ                     | 33        | 16        | КН                 | 4                  | 5                  | ЛЧ                   | 8                    | 3                    | СКН           | 1             | 1             | 46     | 25     |
| 2015–16                | «Боруссія» Д           | БЛ                     | 31        | 25        | КН                 | 4                  | 3                  | ЛЄ                   | 14                   | 11                   | -             | -             | -             | 49     | 39     |
| 2016–17                | «Боруссія» Д           | БЛ                     | 32        | 31        | КН                 | 4                  | 2                  | ЛЧ                   | 9                    | 7                    | СКН           | 1             | 0             | 46     | 40     |
| 2017-січ. 2018         | «Боруссія» Д           | БЛ                     | 16        | 13        | КН                 | 1                  | 3                  | ЛЧ                   | 6                    | 4                    | СН            | 1             | 1             | 24     | 21     |
| Усього за «Боруссію» Д | Усього за «Боруссію» Д | Усього за «Боруссію» Д | 144       | 98        |                    | 19                 | 15                 |                      | 46                   | 26                   |               | 4             | 2             | 213    | 141    |
| січ.-черв. 2018        | «Арсенал»              | ПЛ                     | 13        | 10        | КА+КЛ              | 0+1                | 0                  | ЛЄ                   | 0                    | 0                    | СА            | 0             | 0             | 14     | 10     |
| 2018–19                | «Арсенал»              | ПЛ                     | 36        | 22        | КА+КЛ              | 1+2                | 1+0                | ЛЄ                   | 12                   | 8                    | -             | -             | -             | 51     | 31     |
| 2019–20                | «Арсенал»              | ПЛ                     | 36        | 22        | КА+КЛ              | 2+0                | 4+0                | ЛЄ                   | 6                    | 3                    | -             | -             | -             | 44     | 29     |
| 2020–21                | «Арсенал»              | ПЛ                     | 29        | 10        | КА+КЛ              | 1+0                | 1+0                | ЛЄ                   | 8                    | 3                    | СА            | 1             | 1             | 39     | 15     |
| 2021-.22               | «Арсенал»              | ПЛ                     | 14        | 4         | КА+КЛ              | 0+1                | 0+3                | -                    | -                    | -                    | -             | -             | -             | 15     | 7      |
| Усього за «Арсенал»    | Усього за «Арсенал»    | Усього за «Арсенал»    | 128       | 68        |                    | 8                  | 9                  |                      | 26                   | 14                   |               | 1             | 1             | 163    | 92     |
| 2021-22                | «Барселона»            | ПД                     | 17        | 11        | КІ                 | 0                  | 0                  | ЛЄ                   | 6                    | 2                    | СІ            | 0             | 0             | 23     | 13     |
| 2022-23                | «Барселона»            | ПД                     | 1         | 0         | КІ                 | 0                  | 0                  | -                    | 0                    | 0                    | ТГ            | 1             | 1             | 2      | 1      |
| Усього за «Барселону»  | Усього за «Барселону»  | Усього за «Барселону»  | 18        | 11        |                    | 0                  | 0                  |                      | 6                    | 2                    |               | 1             | 0             | 25     | 14     |
| 2022-23                | «Челсі»                | ПЛ                     | 15        | 1         | КА+КЛ              | 0                  | 0                  | ЛЧ                   | 6                    | 2                    | -             | -             | -             | 21     | 3      |
| 2023-24                | «Марсель»              | Л1                     | 34        | 17        | КФ+КФЛ             | 2+0                | 1+0                | ЛЧ+ЛЄ                | 2+13                 | 2+10                 | -             | -             | -             | 51     | 30     |
| Усього за кар'єру      | Усього за кар'єру      | Усього за кар'єру      | 493       | 244       |                    | 49                 | 31                 |                      | 108                  | 56                   |               | 6             | 4             | 656    | 335    |

### Статистика виступів за збірну
| Дата       | Місто          | Господарі            | Результат               | Гості            | Турнір                                      | Голи | Примітки       |
| ---------- | -------------- | -------------------- | ----------------------- | ---------------- | ------------------------------------------- | ---- | -------------- |
| 28-3-2009  | Касабланка     | Марокко              | 0 – 2                   | Габон            | Відбір до ЧС 2010                           | 1    | 38' — 72'      |
| 6-6-2009   | Лібревіль      | Габон                | 3 – 0                   | Того             | Відбір до ЧС 2010                           | -    | 79'            |
| 11-8-2009  | Дьєпп          | Бенін                | 1 – 1                   | Габон            | товариський матч                            | 1    | 46'            |
| 5-9-2009   | Лібревіль      | Габон                | 0 – 2                   | Камерун          | Відбір до ЧС 2010                           | -    | 73'            |
| 9-9-2009   | Яунде          | Камерун              | 2 – 1                   | Габон            | Відбір до ЧС 2010                           | -    | 59'            |
| 10-10-2009 | Лібревіль      | Габон                | 3 – 1                   | Марокко          | Відбір до ЧС 2010                           | -    | 84'            |
| 14-11-2009 | Ломе           | Того                 | 1 – 0                   | Габон            | Відбір до ЧС 2010                           | -    | 40'            |
| 6-1-2010   | Блумфонтейн    | Габон                | 2 – 0                   | Мозамбік         | товариський матч                            | -    | 60'            |
| 13-1-2010  | Лубанго        | Камерун              | 0 – 1                   | Габон            | Кубок африканських націй 2010 - 1-й етап    | -    | 78'            |
| 17-1-2010  | Лубанго        | Габон                | 0 – 0                   | Туніс            | Кубок африканських націй 2010 - 1-й етап    | -    | 90'            |
| 21-1-2010  | Бенгела        | Габон                | 1 – 2                   | Замбія           | Кубок африканських націй 2010 - 1-й етап    | -    | 62'            |
| 19-5-2010  | Аяччо          | Габон                | 3 – 0                   | Того             | товариський матч                            | 1    | 76'            |
| 11-8-2010  | Алжир (місто)  | Алжир                | 1 – 2                   | Габон            | товариський матч                            | 1    |                |
| 6-9-2010   | Канни          | Буркіна-Фасо         | 1 – 1                   | Габон            | товариський матч                            | -    | 30'            |
| 8-10-2010  | Маскат         | Оман                 | 1 – 0                   | Габон            | товариський матч                            | -    |                |
| 12-10-2010 | Стамбул        | Саудівська Аравія    | 1 – 0                   | Габон            | товариський матч                            | -    |                |
| 17-11-2010 | Сен-Гратьян    | Сенегал              | 2 – 1                   | Габон            | товариський матч                            | 1    | 77'            |
| 9-2-2011   | Руан           | Габон                | 2 – 0                   | ДР Конго         | товариський матч                            | -    | 46'            |
| 7-6-2011   | Моанда         | Габон                | 0 – 1                   | Гамбія           | товариський матч                            | -    | 90'            |
| 10-8-2011  | Сен-Ле-ла-Форе | Габон                | 1 – 1                   | Гвінея           | товариський матч                            | -    |                |
| 10-11-2011 | Лібревіль      | Габон                | 0 – 2                   | Бразилія         | товариський матч                            | -    |                |
| 15-11-2011 | Сен-Ле-ла-Форе | Гана                 | 2 – 1                   | Габон            | товариський матч                            | -    | 75'            |
| 16-1-2012  | Франсвіль      | Габон                | 0 – 0                   | Судан            | товариський матч                            | -    |                |
| 23-1-2012  | Лібревіль      | Габон                | 2 – 0                   | Нігер            | Кубок африканських націй 2012 - 1-й етап    | 1    | 84'            |
| 27-1-2012  | Лібревіль      | Габон                | 3 – 2                   | Марокко          | Кубок африканських націй 2012 - 1-й етап    | 1    |                |
| 31-1-2012  | Франсвіль      | Габон                | 1 – 0                   | Туніс            | Кубок африканських націй 2012 - 1-й етап    | 1    |                |
| 5-2-2012   | Лібревіль      | Габон                | 1 – 1 д.ч. (4 - 5 п.п.) | Малі             | Кубок африканських націй 2012 - чвертьфінал | -    |                |
| 9-6-2012   | Лібревіль      | Габон                | 1 – 0                   | Буркіна-Фасо     | Відбір до ЧС 2014                           | -    |                |
| 8-9-2012   | Лібревіль      | Габон                | 1 – 1                   | Того             | Відбір до Кубка африканських націй 2013     | -    |                |
| 14-10-2012 | Ломе           | Того                 | 2 – 1                   | Габон            | Відбір до Кубка африканських націй 2013     | 1    |                |
| 23-3-2013  | Пуент-Нуар     | Республіка Конго     | 1 – 0                   | Габон            | Відбір до ЧС 2014                           | -    |                |
| 8-6-2013   | Франсвіль      | Габон                | 0 – 0                   | Республіка Конго | Відбір до ЧС 2014                           | -    |                |
| 15-6-2013  | Франсвіль      | Габон                | 4 – 1                   | Нігер            | Відбір до ЧС 2014                           | 3    |                |
| 7-9-2013   | Уагадугу       | Буркіна-Фасо         | 1 – 0                   | Габон            | Відбір до ЧС 2014                           | -    |                |
| 6-9-2014   | Лібревіль      | Габон                | 1 – 0                   | Ангола           | Відбір до Кубка африканських націй 2015     | -    |                |
| 10-9-2014  | Масеру         | Лесото               | 1 – 1                   | Габон            | Відбір до Кубка африканських націй 2015     | -    |                |
| 11-10-2014 | Лібревіль      | Габон                | 2 – 0                   | Буркіна-Фасо     | Відбір до Кубка африканських націй 2015     | 2    | 90'            |
| 15-10-2014 | Уагадугу       | Буркіна-Фасо         | 1 – 1                   | Габон            | Відбір до Кубка африканських націй 2015     | -    |                |
| 9-1-2015   | Касабланка     | Сенегал              | 1 – 0                   | Габон            | товариський матч                            | -    | 46'            |
| 17-1-2015  | Бата           | Буркіна-Фасо         | 0 – 2                   | Габон            | Кубок африканських націй 2015 - 1-й етап    | 1    | кап.           |
| 21-1-2015  | Бата           | Республіка Конго     | 1 – 0                   | Габон            | Кубок африканських націй 2015 - 1-й етап    | -    | кап.           |
| 25-1-2015  | Бата           | Екваторіальна Гвінея | 2 – 0                   | Габон            | Кубок африканських націй 2015 - 1-й етап    | -    | кап.           |
| 25-3-2015  | Бове           | Габон                | 4 – 3                   | Малі             | товариський матч                            | 2    | кап. 90+3'     |
| 14-6-2015  | Лібревіль      | Габон                | 0 – 0                   | Кот-д'Івуар      | товариський матч                            | -    | кап.           |
| 5-9-2015   | Лібревіль      | Габон                | 4 – 0                   | Судан            | товариський матч                            | 1    | кап.           |
| 9-10-2015  | Радес          | Туніс                | 3 – 3                   | Габон            | товариський матч                            | 1    | кап.           |
| 12-10-2015 | Монс           | Габон                | 1 – 2                   | ДР Конго         | товариський матч                            | -    | кап.           |
| 14-11-2015 | Лібревіль      | Габон                | 5 – 3                   | Мозамбік         | Відбір до ЧС 2018                           | -    | кап.           |
| 25-3-2016  | Франсвіль      | Габон                | 2 – 1                   | Сьєрра-Леоне     | товариський матч                            | 1    | кап. 90+3'     |
| 2-9-2016   | Хартум         | Судан                | 1 – 2                   | Габон            | товариський матч                            | 1    | кап.           |
| 8-10-2016  | Франсвіль      | Габон                | 0 – 0                   | Марокко          | Відбір до ЧС 2018                           | -    | кап.           |
| 12-11-2016 | Бамако         | Малі                 | 0 – 0                   | Габон            | Відбір до ЧС 2018                           | -    | кап.           |
| 14-1-2017  | Лібревіль      | Габон                | 1 – 1                   | Гвінея-Бісау     | Кубок африканських націй 2017 - 1-й етап    | 1    | кап.           |
| 18-1-2017  | Лібревіль      | Габон                | 1 – 1                   | Буркіна-Фасо     | Кубок африканських націй 2017 - 1-й етап    | 1    | кап.           |
| 22-1-2017  | Лібревіль      | Габон                | 0 – 0                   | Камерун          | Кубок африканських націй 2017 - 1-й етап    | -    | кап.           |
| 7-10-2017  | Касабланка     | Марокко              | 3 – 0                   | Габон            | Відбір до ЧС 2018                           | -    | кап.           |
| 8-9-2018   | Лібревіль      | Габон                | 1 – 1                   | Бурунді          | Відбір до Кубка африканських націй 2019     | 1    | кап.           |
| 13-10-2018 | Лібревіль      | Габон                | 3 – 0                   | Південний Судан  | Відбір до Кубка африканських націй 2019     | -    | кап.           |
| 22-3-2019  | Бужумбура      | Бурунді              | 1 – 1                   | Габон            | Відбір до Кубка африканських націй 2019     | -    | кап. 37'       |
| 10-10-2019 | Сен-Ле-ла-Форе | Буркіна-Фасо         | 0 – 1                   | Габон            | товариський матч                            | 1    | кап.           |
| 15-10-2019 | Танжер         | Марокко              | 2 – 3                   | Габон            | товариський матч                            | -    | кап. 49' 90+4' |
| 14-11-2019 | Кіншаса        | ДР Конго             | 0 – 0                   | Габон            | Відбір до Кубка африканських націй 2021     | -    | кап.           |
| 17-11-2019 | Лібревіль      | Габон                | 2 – 1                   | Ангола           | Відбір до Кубка африканських націй 2021     | -    | кап.           |
| 12-11-2020 | Лібревіль      | Габон                | 2 – 1                   | Гамбія           | Відбір до Кубка африканських націй 2021     | 1    | кап.           |
| 16-11-2020 | Бакау          | Гамбія               | 2 – 1                   | Габон            | Відбір до Кубка африканських націй 2021     | -    | кап.           |
| 25-3-2021  | Лібревіль      | Габон                | 3 – 0                   | ДР Конго         | Відбір до Кубка африканських націй 2021     | 1    | кап.           |
| 1-9-2021   | Бенгазі        | Лівія                | 2 – 1                   | Габон            | Відбір до ЧС 2022                           | -    | кап. 63'       |
| 5-9-2021   | Франсвіль      | Габон                | 1 – 1                   | Єгипет           | Відбір до ЧС 2022                           | -    | кап.           |
| 8-10-2021  | Луанда         | Ангола               | 3 – 1                   | Габон            | Відбір до ЧС 2022                           | -    | кап.           |
| 11-10-2021 | Франсвіль      | Габон                | 2 – 0                   | Ангола           | Відбір до ЧС 2022                           | 1    | кап.           |
| 12-11-2021 | Франсвіль      | Габон                | 1 – 0                   | Лівія            | Відбір до ЧС 2022                           | 1    | кап.           |
| 4-1-2022   | Дубай          | Мавританія           | 1 – 1                   | Габон            | товариський матч                            | 1    | кап.           |
| Усього     |                | Матчів (8 місце)     | 72                      |                  | Голів (1 місце)                             | 30   |                |

## Титули та досягнення
- «Сент-Етьєн»

Володар Кубка французької ліги (1): 2013
- «Боруссія» (Дортмунд)

Володар Суперкубка Німеччини (2): 2013, 2014
Володар Кубка Німеччини (1): 2017
- «Арсенал» (Лондон)

Володар Кубка Англії (1): 2020
Володар Суперкубка Англії (1): 2020

### Індивідуальні
- Найкращий бомбардир Кубка африканських націй: 2012
- Найкращий африканський гравець Ліги 1: 2012-13
- У команді року Ліги 1: 2012-13
- У команді року Ліги Європи УЄФА: 2015-16
- Найкращий бомбардир «Боруссії»: 2014-15, 2015-16
- Найкращий асистент «Боруссії»: 2014-15
- У команді року Бундесліги: 2014-15
- Гравець сезону «Боруссії»: 2014-15
- Африканський футболіст року: 2015
- У команді року КАФ: 2013, 2014, 2015, 2016
- Гравець року Бундесліги: 2015-16
- Гравець року Бундесліги (Facebook Football Awards): 2016
- Найкращий бомбардир Бундесліги 2016–17 31 гол
- Найкращий бомбардир англійської Прем'єр-ліги 2018–19 22 голи

## Особисте життя
Його батько, П'єр, також виступав за збірну Габону і провів за неї 80 матчів. Два його брати, Катіліна і Віллі, також були гравцями «Мілана». Одружився з давньою подругою Аліши. У пари є син, Кертіс.